# Grigorij Kozłow
Grigorij Iwanowicz Kozłow (ros. Григорий Иванович Козлов, ur. 1912 we wsi Toroszkowicze w guberni sankt-petersburskiej, zm. 7 kwietnia 1968 w Leningradzie) – radziecki polityk.

## Życiorys
W 1930 ukończył technikum hodowlane w obwodzie leningradzkim, a w 1932 wyższe kursy zootechniczne w Leningradzie, 1932-1944 pracował jako zootechnik starszy zootechnik i główny zootechnik kołchozu oraz zastępca zarządcy i zarządca trustu w obwodzie leningradzkim. Od 1943 należał do WKP(b), 1944-1946 pracował w Leningradzkim Komitecie Obwodowym WKP(b), później w różnych instytucjach państwowych, 1955-1959 był szefem Głównego Zarządu Sowchozów Strefy Leningradzkiej. Od 1959 do października 1961 był szefem Leningradzkiego Obwodowego Zarządu Gospodarki Rolnej, od października 1961 do stycznia 1963 przewodniczącym Komitetu Wykonawczego Leningradzkiej Rady Obwodowej, jednocześnie od 31 października 1961 do 29 marca 1966 członkiem Centralnej Komisji Rewizyjnej KPZR i od 7 grudnia 1962 do 15 stycznia 1963 przewodniczącym Biura Organizacyjnego Leningradzkiego Komitetu Obwodowego KPZR ds. produkcji rolnej. Od 15 stycznia 1963 do 15 grudnia 1964 był I sekretarzem Leningradzkiego Wiejskiego Komitetu KPZR, od grudnia 1964 do końca życia ponownie przewodniczącym Komitetu Wykonawczego Leningradzkiej Rady Obwodowej i od 8 kwietnia 1966 do śmierci zastępcą członka KC KPZR. Był odznaczony Orderem Lenina.